# Juan de Borbón
Juan de Borbón y Battenberg (Real Sitio de San Ildefonso, 20 de junio de 1913-Pamplona, 1 de abril de 1993) fue jefe de la casa real española entre 1941 y 1977 y, como tal, pretendiente legítimo a la Corona de España. Conocido habitualmente como don Juan de Borbón o como el conde de Barcelona, por su título de señalamiento, de haber reinado lo habría hecho como «Juan III». A pesar de no haber sido rey efectivo, su sepulcro se encuentra en el Panteón de Reyes del Monasterio de El Escorial e incluye la siguiente inscripción latina: Ioannes III, comes Barcinonae («Juan III, conde de Barcelona»).
Tercer hijo varón de Alfonso XIII y de Victoria Eugenia de Battenberg, en 1933 asumió los derechos dinásticos como heredero de su padre —en el exilio desde 1931— tras las renuncias de sus hermanos mayores, el príncipe titular Alfonso, que incurrió en matrimonio morganático, y el infante Jaime, afectado de sordera. Así, al renunciar su padre a la jefatura de la casa real en 1941, poco antes de su muerte, Juan de Borbón se convirtió en legítimo heredero del trono de España.
Como órgano consultivo contó desde 1946 hasta su disolución en 1969 con un Consejo Privado, al que se añadió un secretariado político con funciones ejecutivas, también disuelto en 1969.
La designación en julio de 1969 por parte de Francisco Franco de Juan Carlos —varón primogénito de Juan de Borbón— como sucesor en la jefatura del Estado, alteró notablemente las relaciones hasta entonces mantenidas entre Juan de Borbón y Franco, así como realineó las relaciones entre padre e hijo, que pasaron a mantener posiciones políticas no coincidentes y a veces contrarias.
En un discurso pronunciado en el Palacio de la Zarzuela el 14 de mayo de 1977, hizo renuncia de sus derechos dinásticos en favor de su hijo Juan Carlos, que ya había sido proclamado rey por las Cortes franquistas el 22 de noviembre de 1975, manteniendo para sí mismo la denominación de conde de Barcelona, intitulación de soberanía reservada a los monarcas españoles.

## Biografía

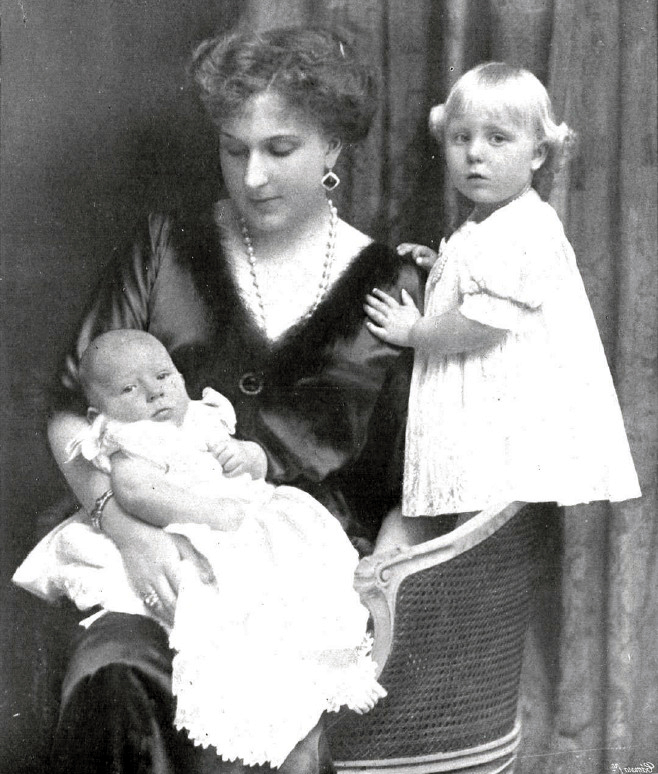
El infante Juan con pocos meses de vida, en brazos de su madre y junto a su hermana María Cristina.

Nacido en el Palacio Real de La Granja de San Ildefonso, era hijo de Alfonso XIII y de Victoria Eugenia de Battenberg. Fue bautizado el día 24 de junio de 1913, con los nombres de Juan Carlos Teresa Silverio Alfonso de Borbón y Battenberg, siendo sus padrinos, la archiduquesa María Teresa de Austria-Este (mujer del regente de Baviera, y después rey de Baviera, Luis) y el rey Carlos I de Rumania. Tras realizar sus primeros estudios en Madrid, ingresó en la Escuela Naval Militar pero tuvo que interrumpir su formación (que continuó en la Royal Navy) al tener que partir hacia el exilio al imponerse en España la II República tras las elecciones municipales de 1931.
El 16 de mayo de 1927 su padre le nombra caballero de la Insigne Orden del Toisón de Oro.
Como tercer hijo varón de Alfonso XIII, no estaba destinado a heredar la corona. Sin embargo, el primogénito, Alfonso, renunció a los derechos dinásticos para poder casarse con una persona que no pertenecía a la realeza en 1933, y el segundo, Jaime, fue obligado a renunciar porque quedó sordo a los cuatro años de edad (aunque más tarde se arrepintió y quiso recobrar sus derechos). También se utilizó como argumento, que reforzaría la renuncia de Jaime, su enlace con una mujer que, aunque noble, no pertenecía a la realeza. A continuación venían sus dos hermanas mayores (Beatriz y María Cristina) sobre las que tuvo preferencia por ser mujeres, lo que convirtió a Juan en heredero de los derechos dinásticos de la Casa Real Española. Es referido así como «príncipe de Asturias» desde 1933 hasta la muerte de su padre en 1941, por más que este último había renunciado a la Jefatura del Estado en abril de 1931.

### Guerra civil
Al comienzo de la guerra civil española, con el apoyo de su padre Alfonso XIII, pretendió unirse al bando sublevado contra el Gobierno de la II República. El 1 de agosto de 1936 cruzó la frontera española con la intención de establecer contacto con la junta de gobierno Nacional de Burgos, pero fue interceptado en el parador de Aranda de Duero y el general Fidel Dávila, que transmitía órdenes del general Emilio Mola, le instó a volver al exilio, algo que hizo de inmediato. El 2 de agosto se encontraba de regreso en el sur de Francia. Según el conserje del Hotel La Perla de Pamplona, Fernando Hualde, Juan de Borbón paró en dicho hotel, propiedad del líder falangista José Moreno. A su paso por la capital navarra, y durante su estancia en el mismo, vistió el mono azul de Falange Española y la boina roja de los carlistas.
A la largo de la guerra civil española, Juan de Borbón intercambió algunas cartas con el general Franco. La primera de ellas hacía precisamente referencia a su intento de unirse a los generales del bando golpista y decía así:

7 de diciembre de 1936.
Excmo. Sr. General Don Francisco Franco.
Mi respetado general:
En forma tal vez impremeditada, cuando la guerra de España tenía sólo el carácter de una lucha interna, he intentado tomar parte en ella. Aunque me impulsaban sentimientos bien ajenos a la política, comprendo y respeto las razones que entonces movieron a las autoridades a impedir mi incorporación a las tropas. […] Le ruego en todo caso disculpe el que confíe a su corazón de soldado este anhelo mío de servir a España al lado de mis compañeros. Con mis votos más fervientes por que Dios le ayude en la noble empresa de salvar a España, le ruego acepte el testimonio del respeto con que se reitera a sus órdenes y muy afectuosamente e.s.m. Juan de Borbón.

A primeros de abril de 1939, tras entrar en Madrid los vencedores de la contienda, Juan escribe a Franco:

Uno mi voz nuevamente a la de tantos españoles para felicitar entusiasta y emocionadamente a V. E. por la liberación de la capital de España. La sangre generosa derramada por su mejor juventud será prenda segura del glorioso porvenir de España, Una, Grande y Libre. ¡Arriba España! Juan de Borbón.

### Dictadura del general Franco
Desde la renuncia de Alfonso XIII como jefe de la Casa Real de España el 15 de enero de 1941 (apenas un mes antes de su muerte), Juan de Borbón fue pretendiente al trono de España. El 8 de marzo tomaría como título de señalamiento la dignidad de conde de Barcelona, propia de los reyes de España.

#### La presión hacia Franco: elManifiesto de Ginebra

Juan de Borbón, conde de Barcelona. Las renuncias de sus hermanos mayores Alfonso y Jaime le convirtieron en el depositario de los derechos dinásticos.

Juan apoyó al régimen franquista en sus primeros años, lo que era coherente con sus convicciones políticas, pues durante la República había mantenido relaciones estrechas con la derecha autoritaria de Acción Española —uno de cuyos fundadores, Eugenio Vegas Latapié, fue su consejero durante muchos años—, y con su alineamiento con el bando sublevado durante la guerra civil. Al término de ésta le envió un telegrama al general Franco felicitándole por su victoria, que acababa con el grito falangista «Arriba España». Franco le contestó haciendo referencia a los dos intentos de Juan de Borbón para luchar en el bando sublevado: «me es grato recordar que entre esa juventud admirable habéis intentado formar, solicitando reiteradamente un puesto de soldado».
La identificación con los vencedores se volvió a poner de manifiesto en enero de 1941 con motivo de la aceptación de la abdicación de su padre el rey Alfonso XIII en una ceremonia celebrada en Roma, en la que hizo referencia a la guerra civil como «esta Gran Cruzada Nacional» y volvió a repetirse durante el acto religioso celebrado en Roma el 1 de marzo de 1942 en conmemoración del primer aniversario de la muerte de su padre, durante el cual pronunció un discurso muy cercano a los principios políticos e ideológicos del franquismo: «Debemos hacer hoy frente a la revolución roja con una política racial militante, llena de espíritu cristiano e implantada con justicia, con generosidad y con autoridad».
A principios de 1941 Juan de Borbón buscó el apoyo de la Alemania nazi para la restauración de la monarquía. En abril un representante suyo viajó a Berlín para establecer un enlace directo con el Ministerio de Asuntos Exteriores alemán pero el representante de Ribbentrop le contestó que Alemania no estaba interesada en la propuesta, aunque mantendría buenas relaciones con un gobierno «nacional» que pudiera establecerse en Madrid. A pesar del fracaso del viaje a Berlín los contactos con la Alemania nazi prosiguieron en los meses siguientes después de que Juan de Borbón se trasladara de Roma a Lausana. El embajador alemán en Madrid von Stohrer informó a su gobierno que Juan de Borbón «se ha declarado categóricamente a favor de Alemania» y que «sean cuales sean las circunstancias, no consentirá en acceder al trono con la ayuda de los ingleses». Sin embargo, Juan de Borbón rechazó el ofrecimiento de Ribbentrop para reunirse con él en Berlín y el de Göring para participar en una cacería reservada, pero la decisión «no procedía de escrúpulos ideológicos sino que estaba fundamentada exclusivamente en el temor de que la propaganda alemana no tardase en utilizar una posible aceptación de Juan de Borbón, estorbando con ello los contactos con los británicos».
A finales de 1942 Juan de Borbón manifestó por primera vez públicamente su aspiración a ocupar el trono de España y comenzó el distanciamiento con el régimen franquista. El 11 de noviembre de 1942, solo dos días después del inicio del desembarco aliado en Marruecos y en Argelia, el periódico suizo Le Journal de Génève publicó unas declaraciones suyas, que serían conocidas como el Manifiesto de Ginebra, en las que, tras asegurar «que la Monarquía será restaurada y… no vacilaré un instante en ponerme a su servicio», decía: «Mi suprema ambición es la de ser el rey de una España en la cual todos los españoles, definitivamente reconciliados, podrán vivir en común». Así frente a la tesis que sostenían Franco y su asesor el capitán de navío Luis Carrero Blanco, de la Monarquía como continuidad del régimen franquista, Juan de Borbón presentaba la Monarquía como alternativa al mismo. «Atrás quedaban las afinidades ideológicas con Acción Española y se presentaba allí un hombre que anhelaba ser el rey de todos los españoles y no sólo de un bando, y que consideraba su misión principal conseguir la reconciliación de la nación, eliminando las causas que la mantenían dividida». Juan de Borbón hizo estas declaraciones, como explicó en una carta privada meses más tarde, porque temía que «la política exterior del general Franco, política poco compatible con las obligaciones que impone la neutralidad estricta en la guerra mundial, pudiera provocar consecuencias peligrosas para el futuro de España», en referencia a la posibilidad de que los aliados decidieran invadir la península tras apoderarse del norte de África.

#### La ruptura con Franco: los manifiestos de Lausana y de Estoril

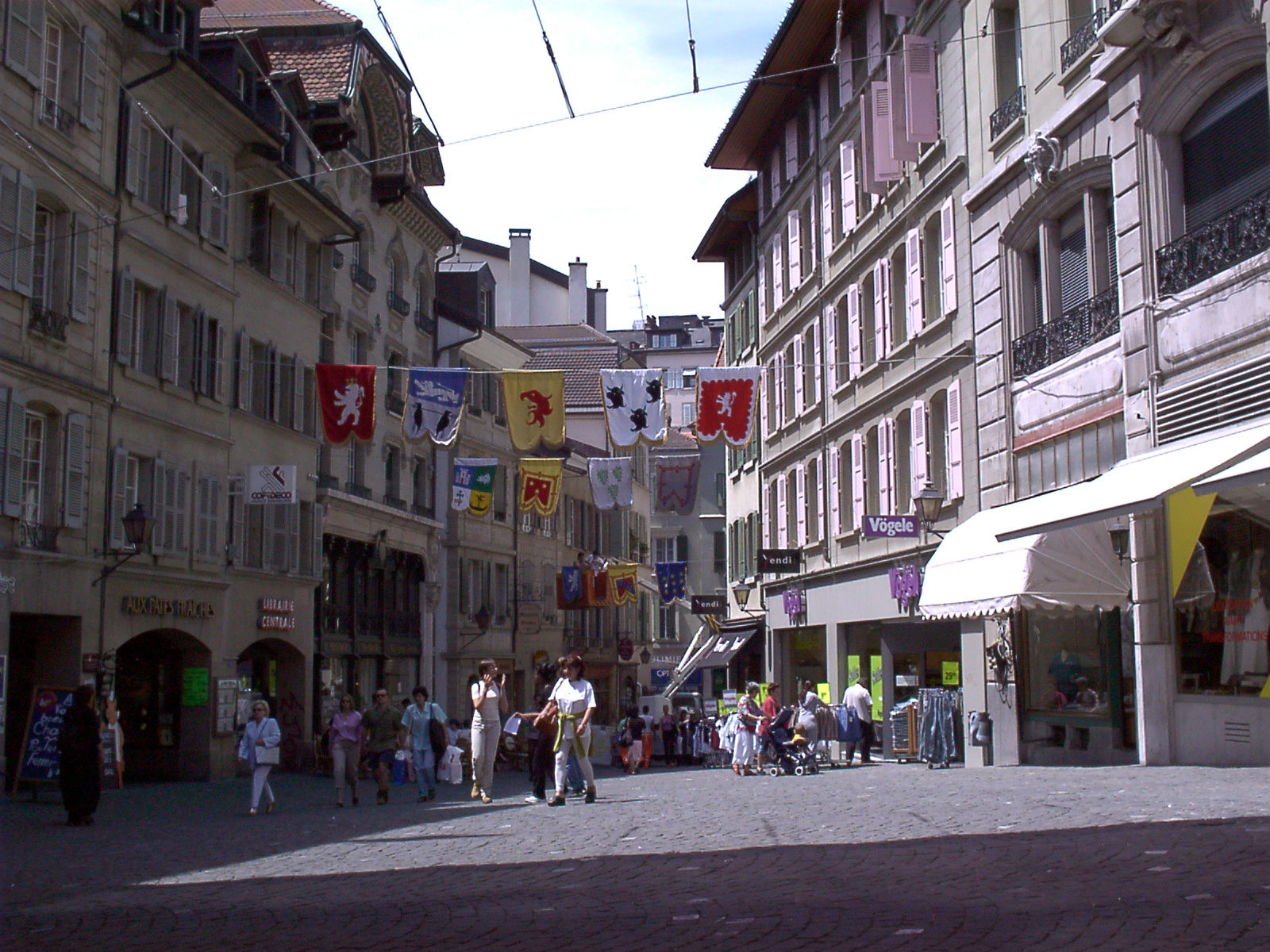
Calle de Lausana (Suiza).

Tras el fracaso de las conversaciones entre los generales monárquicos y la ANFD Juan de Borbón envió una carta confidencial a sus partidarios dentro de España pidiéndoles la opinión sobre si debía romper con el régimen franquista y publicar un manifiesto. El contenido de la carta llegó a conocimiento del general Franco quien inmediatamente ordenó al embajador español en Suiza que se entrevistara con Juan de Borbón en Lausana, donde residía. Tras la entrevista, que tuvo lugar el 18 de febrero, el embajador informó a Franco del contenido de la misma mediante un telegrama en el que entre otras cosas le decía: Juan de Borbón «está preocupado por la propaganda republicana y disgustado por lo que califica de silencio del Generalísimo respecto a la Monarquía y sobre él mismo».
Finalmente, después de casi un año sin haber hecho ninguna declaración, Juan de Borbón hizo público el 19 de marzo de 1945 el Manifiesto de Lausana en el que rompió con el franquismo. En él manifestaba que el régimen franquista «es fundamentalmente incompatible con las circunstancias presentes está creando en el mundo», es decir, con la victoria aliada, por lo que pedía a Franco que dejara paso a la «Monarquía tradicional» pues solo ella «puede ser instrumento de paz y de concordia para reconciliar a los españoles».
El manifiesto fue silenciado por la prensa y la radio españolas, aunque sí lo difundió la BBC. El 25 de marzo Juan de Borbón pidió a sus partidarios que dimitieran de sus cargos, pero solo lo hicieron dos de ellos: el XVII duque de Alba Jacobo Fitz-James Stuart y Falcó, que renunció a la embajada en Londres y que comentó: «Franco no quiere sino sostenerse a perpetuidad; es infatuado y soberbio. Todo lo sabe y confía en el juego internacional temerariamente»; y el general Alfonso de Orleáns y Borbón, V duque de Galliera, que dimitió de su cargo de inspector de las fuerzas aéreas. «Quedaba, pues, claro que, por muy propicio que fuese el momento para tal paso, sólo un puñado de los que se decían monárquicos estaba dispuesto a arriesgar su futuro en el seno del régimen y a apoyar la restauración de la monarquía en contra de la voluntad del dictador. Por tanto, el pretendiente, habiendo observado el fracaso de su ataque frontal, se refugió otra vez en una postura discreta, esperando a que los acontecimientos provocasen el cambio que él deseaba».
La reacción del general Franco fue inmediata. Desterró al general de Orleáns a la finca que poseía en Cádiz y envió dos emisarios, los católicos Alberto Martín Artajo y Joaquín Ruiz Giménez, a que comunicaran a Juan de Borbón el total apoyo del Ejército, de la Iglesia, del partido único FET y de las JONS y de la mayoría de los monárquicos al régimen franquista. El 20 de marzo convocó el Consejo Superior del Ejército que estuvo reunido tres días y allí rechazó la petición de Kindelán de que se restaurara la monarquía —«Mientras yo viva nunca seré una reina madre», le dijo—.

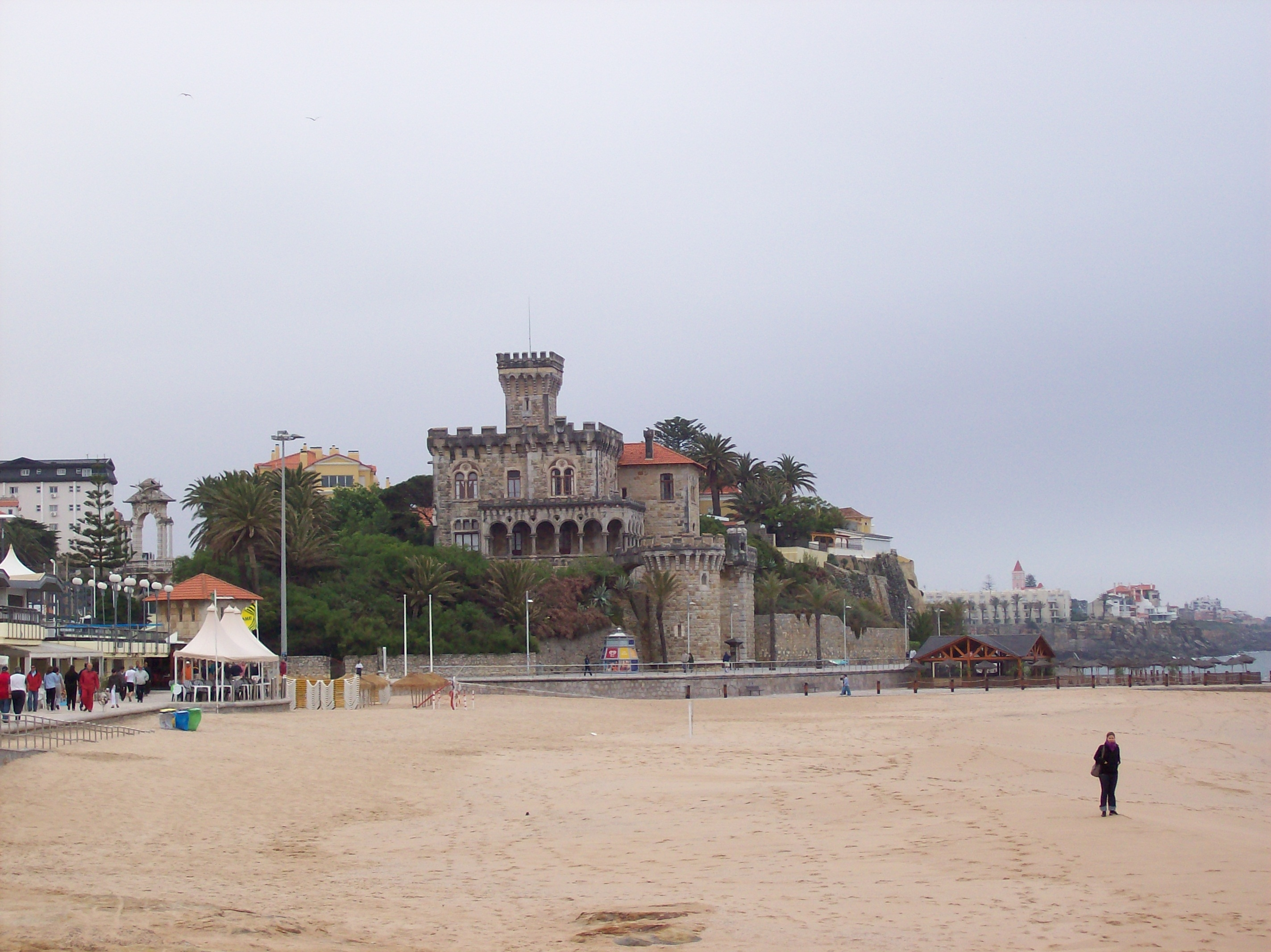
Playa de Estoril (Portugal).

Dos años después, en marzo de 1947, el general Franco promulgó la Ley de Sucesión en la Jefatura del Estado (quinta «ley fundamental»), en la que se otorgaba de modo vitalicio la «Jefatura del Estado» al «Caudillo de España y de la Cruzada, Generalísimo de los Ejércitos», y cuyo artículo 6.º confería a Franco el derecho a designar sucesor «a título de Rey o de Regente» «en cualquier momento» y con plena capacidad de revocación de su decisión. Así pues, la Monarquía no sería restaurada sino instaurada en las personas de la realeza que el general Franco decidiera, convertido así su sucesor «en un títere del dictador y de sus herederos políticos».
El contenido de la Ley de Sucesión fue conocido por Juan de Borbón antes de que se promulgase gracias a la entrevista que mantuvo con el enviado de Franco, Luis Carrero Blanco. Al no hacerse mención a ningún derecho dinástico de sucesión, la respuesta de Juan de Borbón no se hizo esperar en forma de una nueva declaración —el Manifiesto de Estoril del 7 de abril de 1947— en la que rechazó la Ley y defendió los derechos hereditarios de sucesión al trono, que recaían en su persona. Este mensaje no se hizo público en España, donde la prensa lanzó una campaña contra «el pretendiente».

#### El acuerdo con Franco

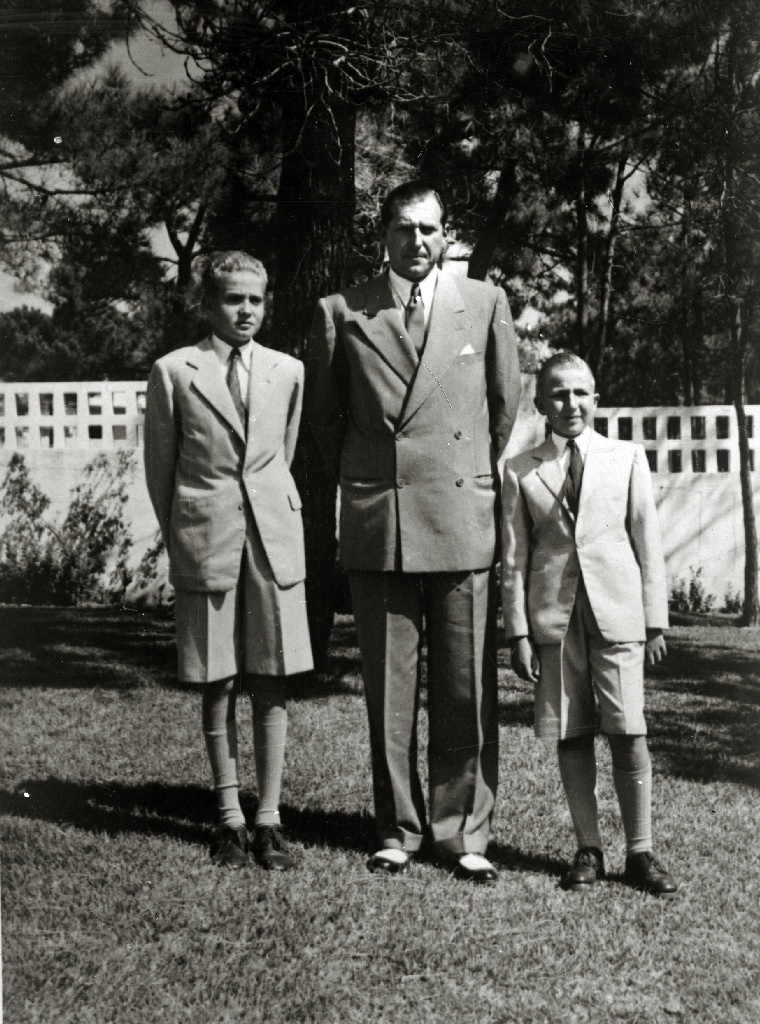
Fotografiado en 1950 entre sus dos hijos varones, Juan Carlos (izquierda) y Alfonso (derecha).

La rehabilitación internacional del régimen franquista y la aprobación en referéndum de la Ley de Sucesión en julio de 1947 debilitó hasta tal punto a la opción monárquica, que Juan de Borbón cambió de estrategia respecto a Franco y el 25 de agosto de 1948 se entrevistó con el Generalísimo en su yate Azor anclado en el golfo de Vizcaya acudiendo a dicha entrevista a bordo del balandro Saltillo. Como resultado de la misma se acordó que el hijo de Juan de Borbón, Juan Carlos de Borbón, se educaría en España bajo la tutela del general Franco —el 7 de noviembre el príncipe, de diez años de edad, llegaba a España—. La entrevista había sido promovida por los monárquicos colaboracionistas, como el duque de Sotomayor y Julio Danvila, y a la misma el general se hizo acompañar por el infante Jaime de Borbón, hermano mayor de Juan de Borbón, «quizá como recordatorio de que había recambios en la pugna por la restauración de la Monarquía».
El acuerdo alcanzado entre Franco y Juan de Borbón, que suponía un reconocimiento implícito de la legitimidad del régimen franquista, dejó sin efecto el pacto formalizado en San Juan de Luz tres días después entre José María Gil Robles, en representación de los monárquicos juanistas no colaboracionistas de la Confederación de Fuerzas Monárquicas, e Indalecio Prieto, en representación de una parte de la oposición republicana. En él, habían acordado luchar conjuntamente para derribar a la dictadura franquista tras lo cual se formaría un gobierno provisional que convocaría un plebiscito para decidir el «régimen político definitivo», republicano o monárquico. En julio de 1951 Juan de Borbón escribió una carta a Franco en la que rechazaba la colaboración de los monárquicos con los socialistas y en la que le decía: «Pongámonos de acuerdo para preparar un régimen estable». Aunque Franco hizo caso omiso de la propuesta, Juan de Borbón proseguiría el acercamiento al franquismo durante la década de los años 1950, entrevistándose en secreto con el general Franco en una finca extremeña propiedad del conde de Ruiseñada a finales de 1954.
En el contexto de este pulso político, la familia sufrió un duro golpe: la muerte trágica en 1956 de su hijo menor, el infante Alfonso, de catorce años, mientras manipulaba un revólver con su hermano mayor Juan Carlos, de dieciocho. La confusión de versiones de los primeros días sobre las circunstancias del suceso alentó al hermano mayor de Juan y tío de Juan Carlos Jaime de Borbón y Battenberg a reclamar sus derechos sucesorios, a los que había renunciado en 1933 presionado por su padre Alfonso XIII, y exigir la apertura de una investigación oficial.

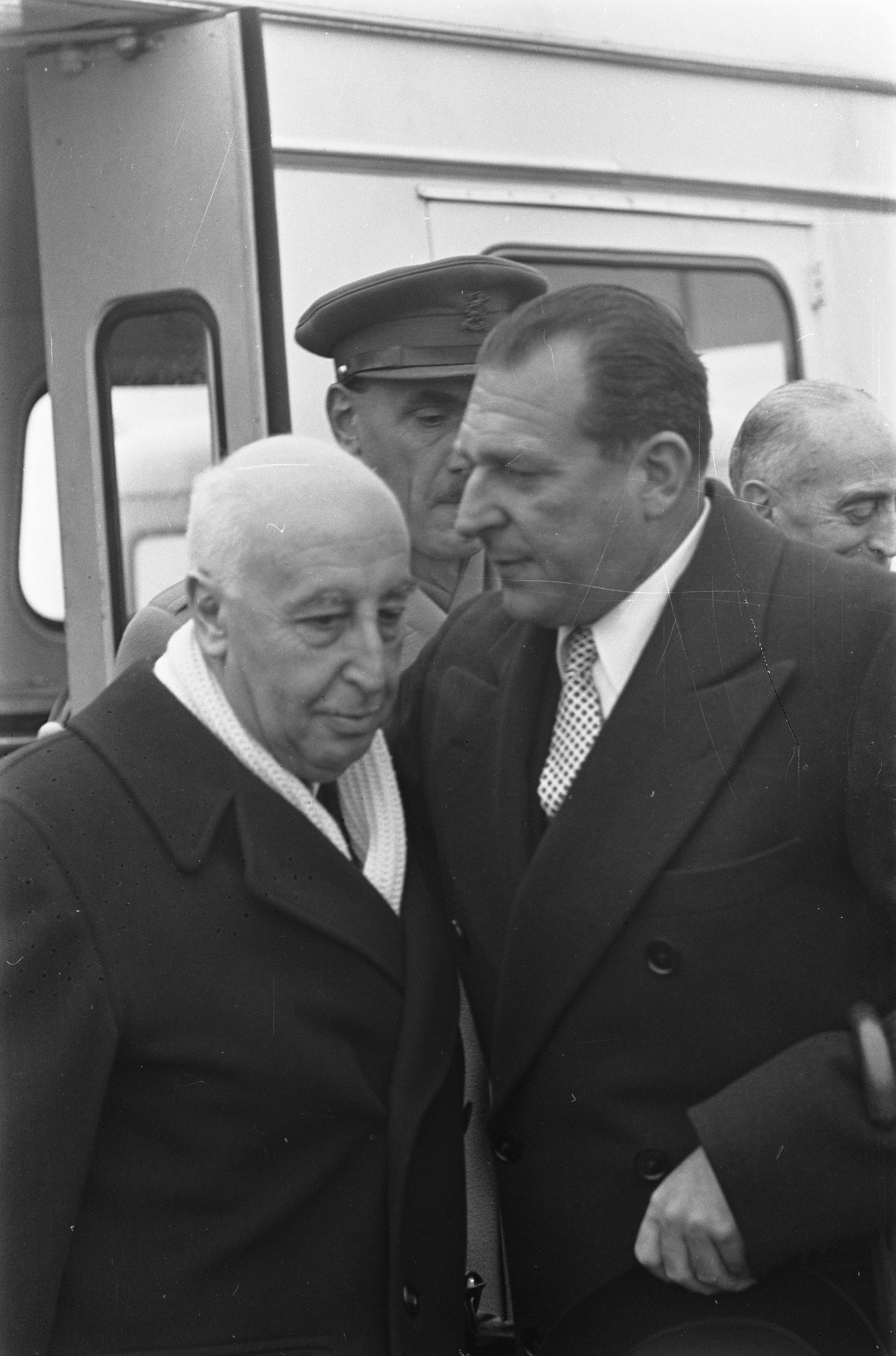
Juan de Borbón (a la derecha) en 1959

En 1957 Juan de Borbón se acercó a los planteamientos del tradicionalismo, formalizándose la adhesión a su persona de un sector de la Comunión Tradicionalista con el que ya había conectado en febrero de 1946, poco después de su llegada a Portugal. El 20 de diciembre de 1957 Juan de Borbón, luciendo una boina roja, declaró en Estoril que aceptaba los principios tradicionalistas que Alfonso Carlos de Borbón y Austria-Este —último rey legítimo según los carlistas— había establecido como condición para su sucesor, ratificado así como pretendiente carlista en el Acta de Estoril de 20 de diciembre de 1957. En octubre de 1958 miles de monárquicos españoles, la mayoría de ellos carlistas, se congregarían en Lourdes con Juan de Borbón, quien pronunció un apasionado discurso en favor del tradicionalismo y del llamado espíritu del 18 de Julio, diciendo de los requetés allí reunidos:

Representáis, con cuantos lucharon a vuestro lado, aquel glorioso espíritu del 18 de julio que reformó y liquidó determinadas experiencias políticas y sociales y abrió un proceso en el que nos encontramos.

El dirigente socialista Indalecio Prieto manifestó entonces que Juan de Borbón se había descalificado como monarca constitucional por haber «abominado de la democracia» como había hecho en otras ocasiones, pero «de modo más solemne».
El 12 de julio de 1969, Franco comunicó a Juan Carlos su decisión de nombrarle sucesor. También hizo llegar a Juan de Borbón una sucinta carta en la que le informaba de sus intenciones; el texto rezaba así:

Mi querido Infante: en cumplimiento del articulo sexto de la ley de Sucesión, tomo la decisión de proponer a las Cortes mi sucesor en la jefatura del Estado en favor de vuestro hijo don Juan Carlos. Quiero comunicaros y expresaros mis sentimientos por la desilusión que pueda causaros y mi confianza de que sabréis aceptarlo con la grandeza de ánimo heredada de vuesto augusto padre, don Alfonso XIII.

Según el periodista Luis María Anson, testigo presencial de la escena, el infante, tras leer la misiva, exclamó airado: «¡Qué cabrón!». En las horas siguientes exigió a su hijo la devolución de la placa de príncipe de Asturias con la Cruz de la Victoria.
El día 23, el joven príncipe, en ceremonia solemne, juró ante las Cortes los Principios del Movimiento Nacional y las Leyes Fundamentales, el andamiaje jurídico del franquismo.
A raíz de tales acontecimientos, padre e hijo estarían distanciados durante algunos años, pues Juan de Borbón, que se sentía traicionado, se negaba a ceder los derechos dinásticos que le había entregado su padre, Alfonso XIII. En conversaciones con Pedro Sainz Rodríguez, llegó a afirmar a este último que aquellos años «no fueron tiempos agradables». Según la tradición borbónica, no se podría haber considerado rey a Juan Carlos I hasta que Juan de Borbón no abdicara en la persona de su hijo, extremo acontecido en 1977. Para entonces, Juan Carlos ya había sido proclamado oficialmente (el 22 de noviembre de 1975) rey de España, según lo dispuesto por el general Franco.

### La Transición: renuncia a los derechos dinásticos

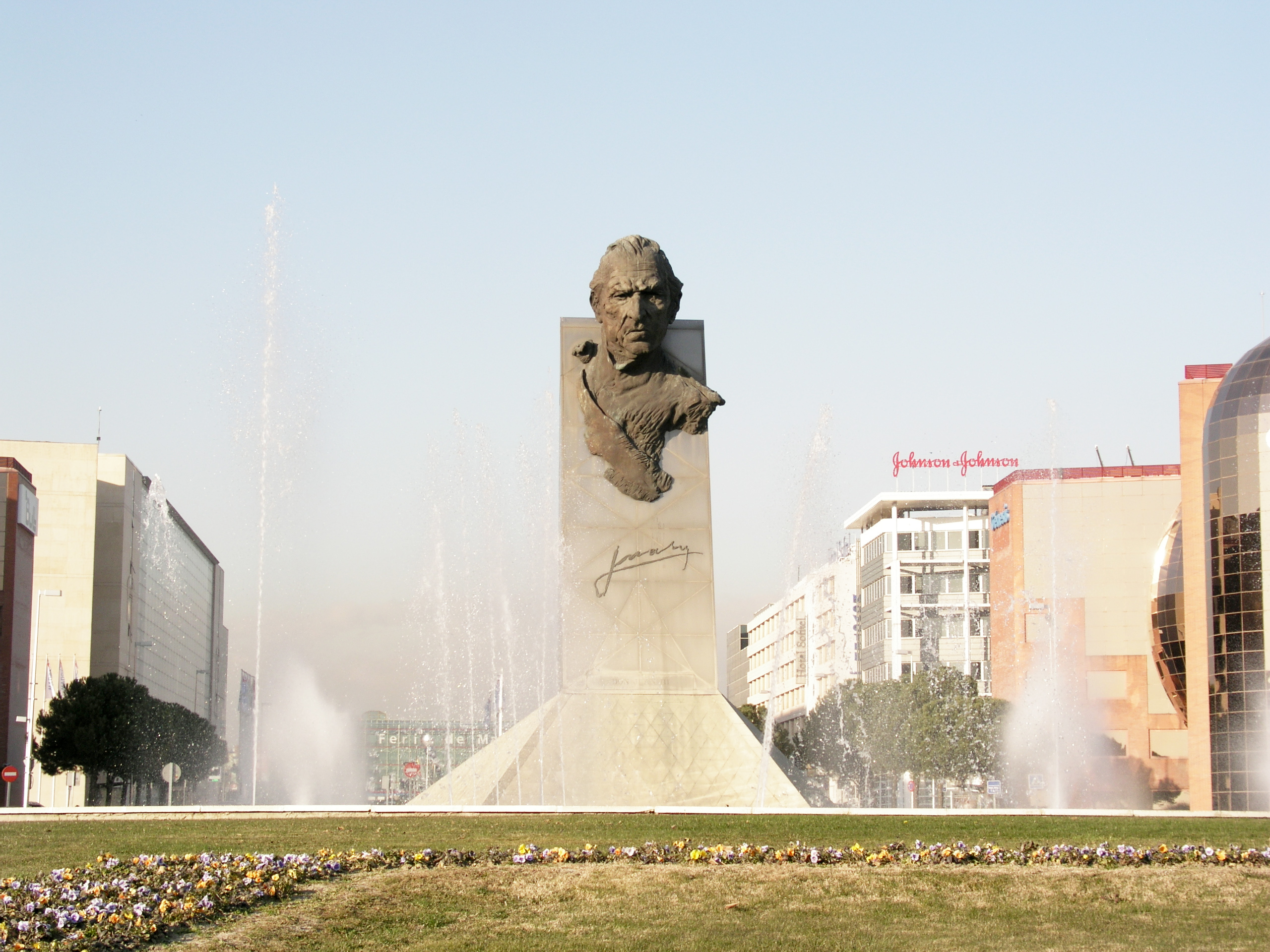
Monumento a Juan de Borbón en Madrid.

El 14 de mayo de 1977, en una sencilla y breve ceremonia celebrada en el ámbito familiar del palacio de la Zarzuela, renunció oficialmente a sus derechos dinásticos, cediendo a su hijo la jefatura de la Familia y Casa Real de España. La renuncia de Juan de Borbón a los derechos sucesorios recibidos de su padre se produjo un año y medio después de que Juan Carlos fuera proclamado rey por las Cortes franquistas, siendo así un acto meramente simbólico, dado que Juan Carlos ya reinaba como sucesor del dictador Francisco Franco desde el 22 de noviembre de 1975. Durante el resto de su vida conservaría el título de conde de Barcelona, uso que sería ratificado mediante Real Decreto de 6 de noviembre de 1987.
Fue nombrado almirante honorario de la Armada Española el 8 de julio de 1978. El Gobierno de España le concedió el 4 de diciembre de 1988 el título, con carácter honorífico, de capitán general de la Armada.

### Fallecimiento
En 1990 se le diagnosticó en el Memorial Hospital de Nueva York un cáncer de laringe, enfermedad que le provocó la muerte el 1 de abril de 1993, a los setenta y nueve años de edad, en la Clínica Universitaria de Navarra de Pamplona. Fue enterrado en el Monasterio de El Escorial, con honores de rey de España.

## Matrimonio y descendencia
Juan de Borbón contrajo matrimonio con la princesa María de las Mercedes de Borbón y Orleans el 12 de octubre de 1935, en la basílica de Santa María de los Ángeles y los Mártires de Roma. Tuvieron cuatro hijos:
- Pilar (1936-2020), infanta de España, duquesa de Badajoz, quien contrajo matrimonio con Luis Gómez-Acebo y Duque de Estrada. Fallecida a los 83 años por un cáncer de colon.
- Juan Carlos (n. 1938), proclamado rey de España en 1975, quien contrajo matrimonio con la princesa Sofía de Grecia.
- Margarita (n. 1939), infanta de España, duquesa de Soria y de Hernani, quien contrajo matrimonio con el doctor Carlos Emilio Zurita y Delgado.
- Alfonso (1941-1956), infante de España, falleció a los 14 años de edad a consecuencia de un disparo accidental de su hermano mayor Juan Carlos.

## Títulos y distinciones

### Títulos y tratamientos
| ● 20 de junio de 1913-14 de mayo de 1977: | Su alteza real don Juan de Borbón y Battenberg, infante de España |
| ● 14 de mayo de 1977-1 de abril de 1993:  | Su alteza real el conde de Barcelona                              |

Títulos honoríficos:
| ● 6 de septiembre de 1938-8 de marzo de 1941: | Su alteza real el príncipe de Asturias |
| ● 8 de marzo de 1941-14 de mayo de 1977:      | Su alteza real el conde de Barcelona   |

### Distinciones honoríficas españolas

Versión de E. Tormo del escudo del Rey de España, con las órdenes del Toisón de Oro y Carlos III. También usada por el infante Juan de Borbón, conde de Barcelona y pretendiente al trono de España desde 1941 a 1977.

- Gran maestre de la Insigne Orden del Toisón de Oro (15 de enero de 1941 - 14 de mayo de 1977).
  - Caballero de la Orden del Toisón de Oro (16 de mayo de 1927).[47]
- Caballero del Collar de la Real y Distinguida Orden de Carlos III[nota 4]
- Caballero Gran Cruz de la Orden del Mérito Naval con Distintivo Blanco (17 de julio de 1978).[50]
- Caballero Gran Cruz de la Orden del Mérito Militar con Distintivo Blanco (5 de febrero de 1993).[51]
- Caballero Gran Cruz de la Orden del Mérito Aeronáutico con Distintivo Blanco (5 de febrero de 1993).[51]
- Gran maestre de las órdenes militares de Santiago, Alcántara, Calatrava, y Montesa (15 de enero de 1941 - 14 de mayo de 1977).
- Hermano mayor de las Reales Maestranzas de Caballería de Ronda, Sevilla, Granada, Valencia y Zaragoza (15 de enero de 1941 - 14 de mayo de 1977).
- Hermano mayor de la Real Hermandad del Santo Cáliz de Valencia (1950).[52]
- Condecorado con la Medalla del Homenaje de los Ayuntamientos a los reyes Alfonso XIII y Victoria Eugenia (1925).

### Distinciones honoríficas extranjeras
- Caballero de la Suprema Orden de la Santísima Anunciación (Reino de Italia, 24/11/1946).[53]
- Caballero gran cruz de la Orden de los Santos Mauricio y Lázaro (Reino de Italia, 24/11/1946).
- Caballero gran cruz de la Orden de la Corona de Italia (Reino de Italia, 24/11/1946).
- Caballero gran cruz de la Orden del Redentor (Reino de Grecia, 13/05/1962).
- Caballero gran cruz de la Orden de los Santos Jorge y Constantino (Reino de Grecia, 13/05/1962).[54]
- Caballero gran cruz de la Orden de Cristo (República Portuguesa, 31/01/1986).[55]
- Caballero gran cruz de la Orden de Nuestra Señora de la Concepción de Villaviciosa (Casa Real de Braganza, 08/12/1983).
- Caballero gran cruz de justicia de la Sagrada Orden Militar Constantiniana de San Jorge (orden dinástica de la Casa de Borbón-Dos Sicilias, 12/03/1960).[56][57]
- Caballero de la Orden del Espíritu Santo (orden dinástica de la Casa de Borbón, 1938).[58]

## Ancestros
| \| \| \| \| \| \| \| \| \| \| \| \| \| \| \| \| \| \| \| \| 16. Infante Francisco de Paula de Borbón \| \| \| \| \| \| \| \| \| \| \| \| \| \| \| \| \| \| \| \| \| \| \| \| \| \| \| \| \| \| \| \| \| \| \| \| \| \| \| \| \| \| \| \| \| \| \| \| \| \| \| \| \| \| 8. Francisco de Asís de Borbón, rey consorte de España \| \| \| \| \| \| \| \| \| \| \| \| \| \| \| \| \| \| \| \| \| \| \| \| \| \| \| \| \| \| \| \| \| \| \| \| \| \| \| \| \| \| \| \| \| \| \| \| \| \| \| \| \| \| 17. Princesa Luisa Carlota de Borbón-Dos Sicilias \| \| \| \| \| \| \| \| \| \| \| \| \| \| \| \| \| \| \| \| \| \| \| \| \| \| \| \| \| \| \| \| \| \| \| \| \| \| \| \| \| \| \| \| \| \| \| \| \| \| \| \| \| \| 4. Alfonso XII, rey de España \| \| \| \| \| \| \| \| \| \| \| \| \| \| \| \| \| \| \| \| \| \| \| \| \| \| \| \| \| \| \| \| \| \| \| \| \| \| \| \| \| \| \| \| \| \| \| \| \| \| \| \| \| \| 18. Fernando VII, rey de España \| \| \| \| \| \| \| \| \| \| \| \| \| \| \| \| \| \| \| \| \| \| \| \| \| \| \| \| \| \| \| \| \| \| \| \| \| \| \| \| \| \| \| \| \| \| \| \| \| \| \| \| \| \| 9. Isabel II, reina de España \| \| \| \| \| \| \| \| \| \| \| \| \| \| \| \| \| \| \| \| \| \| \| \| \| \| \| \| \| \| \| \| \| \| \| \| \| \| \| \| \| \| \| \| \| \| \| \| \| \| \| \| \| \| 19. Princesa María Cristina de Borbón-Dos Sicilias \| \| \| \| \| \| \| \| \| \| \| \| \| \| \| \| \| \| \| \| \| \| \| \| \| \| \| \| \| \| \| \| \| \| \| \| \| \| \| \| \| \| \| \| \| \| \| \| \| \| \| \| \| \| 2. Alfonso XIII, rey de España \| \| \| \| \| \| \| \| \| \| \| \| \| \| \| \| \| \| \| \| \| \| \| \| \| \| \| \| \| \| \| \| \| \| \| \| \| \| \| \| \| \| \| \| \| \| \| \| \| \| \| \| \| \| 20. Archiduque Carlos de Austria-Teschen \| \| \| \| \| \| \| \| \| \| \| \| \| \| \| \| \| \| \| \| \| \| \| \| \| \| \| \| \| \| \| \| \| \| \| \| \| \| \| \| \| \| \| \| \| \| \| \| \| \| \| \| \| \| 10. Archiduque Carlos Fernando de Austria \| \| \| \| \| \| \| \| \| \| \| \| \| \| \| \| \| \| \| \| \| \| \| \| \| \| \| \| \| \| \| \| \| \| \| \| \| \| \| \| \| \| \| \| \| \| \| \| \| \| \| \| \| \| 21. Princesa Enriqueta de Nassau-Weilburg \| \| \| \| \| \| \| \| \| \| \| \| \| \| \| \| \| \| \| \| \| \| \| \| \| \| \| \| \| \| \| \| \| \| \| \| \| \| \| \| \| \| \| \| \| \| \| \| \| \| \| \| \| \| 5. Archiduquesa María Cristina de Austria \| \| \| \| \| \| \| \| \| \| \| \| \| \| \| \| \| \| \| \| \| \| \| \| \| \| \| \| \| \| \| \| \| \| \| \| \| \| \| \| \| \| \| \| \| \| \| \| \| \| \| \| \| \| 22. Archiduque José Antonio de Austria, Palatino de Hungría \| \| \| \| \| \| \| \| \| \| \| \| \| \| \| \| \| \| \| \| \| \| \| \| \| \| \| \| \| \| \| \| \| \| \| \| \| \| \| \| \| \| \| \| \| \| \| \| \| \| \| \| \| \| 11. Archiduquesa Isabel Francisca de Austria \| \| \| \| \| \| \| \| \| \| \| \| \| \| \| \| \| \| \| \| \| \| \| \| \| \| \| \| \| \| \| \| \| \| \| \| \| \| \| \| \| \| \| \| \| \| \| \| \| \| \| \| \| \| 23. Duquesa María Dorotea de Württemberg \| \| \| \| \| \| \| \| \| \| \| \| \| \| \| \| \| \| \| \| \| \| \| \| \| \| \| \| \| \| \| \| \| \| \| \| \| \| \| \| \| \| \| \| \| \| \| \| \| \| \| \| \| \| 1. Juan de Borbón, conde de Barcelona \| \| \| \| \| \| \| \| \| \| \| \| \| \| \| \| \| \| \| \| \| \| \| \| \| \| \| \| \| \| \| \| \| \| \| \| \| \| \| \| \| \| \| \| \| \| \| \| \| \| \| \| \| \| 24. Luis II, Gran Duque de Hesse-Darmstadt \| \| \| \| \| \| \| \| \| \| \| \| \| \| \| \| \| \| \| \| \| \| \| \| \| \| \| \| \| \| \| \| \| \| \| \| \| \| \| \| \| \| \| \| \| \| \| \| \| \| \| \| \| \| 12. Príncipe Alejandro de Hesse-Darmstadt \| \| \| \| \| \| \| \| \| \| \| \| \| \| \| \| \| \| \| \| \| \| \| \| \| \| \| \| \| \| \| \| \| \| \| \| \| \| \| \| \| \| \| \| \| \| \| \| \| \| \| \| \| \| 25. Princesa Guillermina de Baden \| \| \| \| \| \| \| \| \| \| \| \| \| \| \| \| \| \| \| \| \| \| \| \| \| \| \| \| \| \| \| \| \| \| \| \| \| \| \| \| \| \| \| \| \| \| \| \| \| \| \| \| \| \| 6. Príncipe Enrique de Battenberg \| \| \| \| \| \| \| \| \| \| \| \| \| \| \| \| \| \| \| \| \| \| \| \| \| \| \| \| \| \| \| \| \| \| \| \| \| \| \| \| \| \| \| \| \| \| \| \| \| \| \| \| \| \| 26. Conde Hans Moritz von Hauke \| \| \| \| \| \| \| \| \| \| \| \| \| \| \| \| \| \| \| \| \| \| \| \| \| \| \| \| \| \| \| \| \| \| \| \| \| \| \| \| \| \| \| \| \| \| \| \| \| \| \| \| \| \| 13. Condesa Julia von Hauke, princesa de Battenberg \| \| \| \| \| \| \| \| \| \| \| \| \| \| \| \| \| \| \| \| \| \| \| \| \| \| \| \| \| \| \| \| \| \| \| \| \| \| \| \| \| \| \| \| \| \| \| \| \| \| \| \| \| \| 27. Sophie Lafontaine \| \| \| \| \| \| \| \| \| \| \| \| \| \| \| \| \| \| \| \| \| \| \| \| \| \| \| \| \| \| \| \| \| \| \| \| \| \| \| \| \| \| \| \| \| \| \| \| \| \| \| \| \| \| 3. Princesa Victoria Eugenia de Battenberg \| \| \| \| \| \| \| \| \| \| \| \| \| \| \| \| \| \| \| \| \| \| \| \| \| \| \| \| \| \| \| \| \| \| \| \| \| \| \| \| \| \| \| \| \| \| \| \| \| \| \| \| \| \| 28. Duque Ernesto de Sajonia-Coburgo-Gotha \| \| \| \| \| \| \| \| \| \| \| \| \| \| \| \| \| \| \| \| \| \| \| \| \| \| \| \| \| \| \| \| \| \| \| \| \| \| \| \| \| \| \| \| \| \| \| \| \| \| \| \| \| \| 14. Alberto de Sajonia-Coburgo-Gotha, príncipe consorte del Reino Unido \| \| \| \| \| \| \| \| \| \| \| \| \| \| \| \| \| \| \| \| \| \| \| \| \| \| \| \| \| \| \| \| \| \| \| \| \| \| \| \| \| \| \| \| \| \| \| \| \| \| \| \| \| \| 29. Princesa Luisa de Sajonia-Gotha-Altenburgo \| \| \| \| \| \| \| \| \| \| \| \| \| \| \| \| \| \| \| \| \| \| \| \| \| \| \| \| \| \| \| \| \| \| \| \| \| \| \| \| \| \| \| \| \| \| \| \| \| \| \| \| \| \| 7. Princesa Beatriz del Reino Unido \| \| \| \| \| \| \| \| \| \| \| \| \| \| \| \| \| \| \| \| \| \| \| \| \| \| \| \| \| \| \| \| \| \| \| \| \| \| \| \| \| \| \| \| \| \| \| \| \| \| \| \| \| \| 30. Eduardo, duque de Kent \| \| \| \| \| \| \| \| \| \| \| \| \| \| \| \| \| \| \| \| \| \| \| \| \| \| \| \| \| \| \| \| \| \| \| \| \| \| \| \| \| \| \| \| \| \| \| \| \| \| \| \| \| \| 15. Victoria I, reina del Reino Unido y de Irlanda y emperatriz de la India \| \| \| \| \| \| \| \| \| \| \| \| \| \| \| \| \| \| \| \| \| \| \| \| \| \| \| \| \| \| \| \| \| \| \| \| \| \| \| \| \| \| \| \| \| \| \| \| \| \| \| \| \| \| 31. Princesa Victoria de Sajonia-Coburgo-Saalfeld \| \| \| \| \| \| \| \| \| \| \| \| \| \| \| \| \| \| \| \| \| \| \| \| \| \| \| \| \| \| \| \| \| \| \| \| \| \| \| \| \| \| \| \| \| \| \| \| \| \| \| \| |                                                                             |  |  |  |  |  |  |  |  |  |  |  |  |  |  |  |
| |                                                                             |  |  |  |  |  |  |  |  |  |  |  |  |  |  |  |
| | 16. Infante Francisco de Paula de Borbón                                    |  |  |  |  |  |  |  |  |  |  |  |  |  |  |  |
| |                                                                             |  |  |  |  |  |  |  |  |  |  |  |  |  |  |  |
| |                                                                             |  |  |  |  |  |  |  |  |  |  |  |  |  |  |  |
| | 8. Francisco de Asís de Borbón, rey consorte de España                      |  |  |  |  |  |  |  |  |  |  |  |  |  |  |  |
| |                                                                             |  |  |  |  |  |  |  |  |  |  |  |  |  |  |  |
| |                                                                             |  |  |  |  |  |  |  |  |  |  |  |  |  |  |  |
| | 17. Princesa Luisa Carlota de Borbón-Dos Sicilias                           |  |  |  |  |  |  |  |  |  |  |  |  |  |  |  |
| |                                                                             |  |  |  |  |  |  |  |  |  |  |  |  |  |  |  |
| |                                                                             |  |  |  |  |  |  |  |  |  |  |  |  |  |  |  |
| | 4. Alfonso XII, rey de España                                               |  |  |  |  |  |  |  |  |  |  |  |  |  |  |  |
| |                                                                             |  |  |  |  |  |  |  |  |  |  |  |  |  |  |  |
| |                                                                             |  |  |  |  |  |  |  |  |  |  |  |  |  |  |  |
| | 18. Fernando VII, rey de España                                             |  |  |  |  |  |  |  |  |  |  |  |  |  |  |  |
| |                                                                             |  |  |  |  |  |  |  |  |  |  |  |  |  |  |  |
| |                                                                             |  |  |  |  |  |  |  |  |  |  |  |  |  |  |  |
| | 9. Isabel II, reina de España                                               |  |  |  |  |  |  |  |  |  |  |  |  |  |  |  |
| |                                                                             |  |  |  |  |  |  |  |  |  |  |  |  |  |  |  |
| |                                                                             |  |  |  |  |  |  |  |  |  |  |  |  |  |  |  |
| | 19. Princesa María Cristina de Borbón-Dos Sicilias                          |  |  |  |  |  |  |  |  |  |  |  |  |  |  |  |
| |                                                                             |  |  |  |  |  |  |  |  |  |  |  |  |  |  |  |
| |                                                                             |  |  |  |  |  |  |  |  |  |  |  |  |  |  |  |
| | 2. Alfonso XIII, rey de España                                              |  |  |  |  |  |  |  |  |  |  |  |  |  |  |  |
| |                                                                             |  |  |  |  |  |  |  |  |  |  |  |  |  |  |  |
| |                                                                             |  |  |  |  |  |  |  |  |  |  |  |  |  |  |  |
| | 20. Archiduque Carlos de Austria-Teschen                                    |  |  |  |  |  |  |  |  |  |  |  |  |  |  |  |
| |                                                                             |  |  |  |  |  |  |  |  |  |  |  |  |  |  |  |
| |                                                                             |  |  |  |  |  |  |  |  |  |  |  |  |  |  |  |
| | 10. Archiduque Carlos Fernando de Austria                                   |  |  |  |  |  |  |  |  |  |  |  |  |  |  |  |
| |                                                                             |  |  |  |  |  |  |  |  |  |  |  |  |  |  |  |
| |                                                                             |  |  |  |  |  |  |  |  |  |  |  |  |  |  |  |
| | 21. Princesa Enriqueta de Nassau-Weilburg                                   |  |  |  |  |  |  |  |  |  |  |  |  |  |  |  |
| |                                                                             |  |  |  |  |  |  |  |  |  |  |  |  |  |  |  |
| |                                                                             |  |  |  |  |  |  |  |  |  |  |  |  |  |  |  |
| | 5. Archiduquesa María Cristina de Austria                                   |  |  |  |  |  |  |  |  |  |  |  |  |  |  |  |
| |                                                                             |  |  |  |  |  |  |  |  |  |  |  |  |  |  |  |
| |                                                                             |  |  |  |  |  |  |  |  |  |  |  |  |  |  |  |
| | 22. Archiduque José Antonio de Austria, Palatino de Hungría                 |  |  |  |  |  |  |  |  |  |  |  |  |  |  |  |
| |                                                                             |  |  |  |  |  |  |  |  |  |  |  |  |  |  |  |
| |                                                                             |  |  |  |  |  |  |  |  |  |  |  |  |  |  |  |
| | 11. Archiduquesa Isabel Francisca de Austria                                |  |  |  |  |  |  |  |  |  |  |  |  |  |  |  |
| |                                                                             |  |  |  |  |  |  |  |  |  |  |  |  |  |  |  |
| |                                                                             |  |  |  |  |  |  |  |  |  |  |  |  |  |  |  |
| | 23. Duquesa María Dorotea de Württemberg                                    |  |  |  |  |  |  |  |  |  |  |  |  |  |  |  |
| |                                                                             |  |  |  |  |  |  |  |  |  |  |  |  |  |  |  |
| |                                                                             |  |  |  |  |  |  |  |  |  |  |  |  |  |  |  |
| | 1. Juan de Borbón, conde de Barcelona                                       |  |  |  |  |  |  |  |  |  |  |  |  |  |  |  |
| |                                                                             |  |  |  |  |  |  |  |  |  |  |  |  |  |  |  |
| |                                                                             |  |  |  |  |  |  |  |  |  |  |  |  |  |  |  |
| | 24. Luis II, Gran Duque de Hesse-Darmstadt                                  |  |  |  |  |  |  |  |  |  |  |  |  |  |  |  |
| |                                                                             |  |  |  |  |  |  |  |  |  |  |  |  |  |  |  |
| |                                                                             |  |  |  |  |  |  |  |  |  |  |  |  |  |  |  |
| | 12. Príncipe Alejandro de Hesse-Darmstadt                                   |  |  |  |  |  |  |  |  |  |  |  |  |  |  |  |
| |                                                                             |  |  |  |  |  |  |  |  |  |  |  |  |  |  |  |
| |                                                                             |  |  |  |  |  |  |  |  |  |  |  |  |  |  |  |
| | 25. Princesa Guillermina de Baden                                           |  |  |  |  |  |  |  |  |  |  |  |  |  |  |  |
| |                                                                             |  |  |  |  |  |  |  |  |  |  |  |  |  |  |  |
| |                                                                             |  |  |  |  |  |  |  |  |  |  |  |  |  |  |  |
| | 6. Príncipe Enrique de Battenberg                                           |  |  |  |  |  |  |  |  |  |  |  |  |  |  |  |
| |                                                                             |  |  |  |  |  |  |  |  |  |  |  |  |  |  |  |
| |                                                                             |  |  |  |  |  |  |  |  |  |  |  |  |  |  |  |
| | 26. Conde Hans Moritz von Hauke                                             |  |  |  |  |  |  |  |  |  |  |  |  |  |  |  |
| |                                                                             |  |  |  |  |  |  |  |  |  |  |  |  |  |  |  |
| |                                                                             |  |  |  |  |  |  |  |  |  |  |  |  |  |  |  |
| | 13. Condesa Julia von Hauke, princesa de Battenberg                         |  |  |  |  |  |  |  |  |  |  |  |  |  |  |  |
| |                                                                             |  |  |  |  |  |  |  |  |  |  |  |  |  |  |  |
| |                                                                             |  |  |  |  |  |  |  |  |  |  |  |  |  |  |  |
| | 27. Sophie Lafontaine                                                       |  |  |  |  |  |  |  |  |  |  |  |  |  |  |  |
| |                                                                             |  |  |  |  |  |  |  |  |  |  |  |  |  |  |  |
| |                                                                             |  |  |  |  |  |  |  |  |  |  |  |  |  |  |  |
| | 3. Princesa Victoria Eugenia de Battenberg                                  |  |  |  |  |  |  |  |  |  |  |  |  |  |  |  |
| |                                                                             |  |  |  |  |  |  |  |  |  |  |  |  |  |  |  |
| |                                                                             |  |  |  |  |  |  |  |  |  |  |  |  |  |  |  |
| | 28. Duque Ernesto de Sajonia-Coburgo-Gotha                                  |  |  |  |  |  |  |  |  |  |  |  |  |  |  |  |
| |                                                                             |  |  |  |  |  |  |  |  |  |  |  |  |  |  |  |
| |                                                                             |  |  |  |  |  |  |  |  |  |  |  |  |  |  |  |
| | 14. Alberto de Sajonia-Coburgo-Gotha, príncipe consorte del Reino Unido     |  |  |  |  |  |  |  |  |  |  |  |  |  |  |  |
| |                                                                             |  |  |  |  |  |  |  |  |  |  |  |  |  |  |  |
| |                                                                             |  |  |  |  |  |  |  |  |  |  |  |  |  |  |  |
| | 29. Princesa Luisa de Sajonia-Gotha-Altenburgo                              |  |  |  |  |  |  |  |  |  |  |  |  |  |  |  |
| |                                                                             |  |  |  |  |  |  |  |  |  |  |  |  |  |  |  |
| |                                                                             |  |  |  |  |  |  |  |  |  |  |  |  |  |  |  |
| | 7. Princesa Beatriz del Reino Unido                                         |  |  |  |  |  |  |  |  |  |  |  |  |  |  |  |
| |                                                                             |  |  |  |  |  |  |  |  |  |  |  |  |  |  |  |
| |                                                                             |  |  |  |  |  |  |  |  |  |  |  |  |  |  |  |
| | 30. Eduardo, duque de Kent                                                  |  |  |  |  |  |  |  |  |  |  |  |  |  |  |  |
| |                                                                             |  |  |  |  |  |  |  |  |  |  |  |  |  |  |  |
| |                                                                             |  |  |  |  |  |  |  |  |  |  |  |  |  |  |  |
| | 15. Victoria I, reina del Reino Unido y de Irlanda y emperatriz de la India |  |  |  |  |  |  |  |  |  |  |  |  |  |  |  |
| |                                                                             |  |  |  |  |  |  |  |  |  |  |  |  |  |  |  |
| |                                                                             |  |  |  |  |  |  |  |  |  |  |  |  |  |  |  |
| | 31. Princesa Victoria de Sajonia-Coburgo-Saalfeld                           |  |  |  |  |  |  |  |  |  |  |  |  |  |  |  |
| |                                                                             |  |  |  |  |  |  |  |  |  |  |  |  |  |  |  |
| |                                                                             |  |  |  |  |  |  |  |  |  |  |  |  |  |  |  |